# Stickford
Stickford är en ort och civil parish  i Storbritannien.   Den ligger i grevskapet Lincolnshire och riksdelen England, i den sydöstra delen av landet, 180 km norr om huvudstaden London. Stickford ligger 10 meter över havet och antalet invånare är 465.
Terrängen runt Stickford är platt, och sluttar söderut. Runt Stickford är det ganska tätbefolkat, med 120 invånare per kvadratkilometer. Närmaste större samhälle är Boston, 16,3 km söder om Stickford. Trakten runt Stickford består till största delen av jordbruksmark.